# امیرقلی جعفری بروجنی
امیرقلی جعفری بروجنی (زاده ۱۳۴۱ بروجن) ، نماینده یازدهمین دوره مجلس شورای اسلامی از حوزه انتخابیه بروجن و رییس کمیته آب مجلس می‌باشد. وی همچنین از اعضای شورای مرکزی جمعیت پیشرفت و عدالت ایران و امام جمعه موقت شهرکرد است.

## زندگی‌نامه
امیرقلی جعفری متولد ۱۳۴۱ در شهر بروجن می باشد. وی عضو هیئت علمی دانشگاه علوم پزشکی شهرکرد است. وی ۱۶ ساله بود که با شروع انقلاب  در  بروجن همراه با انقلاب 1357 در مبارزه علیه رژیم شاه  فعالیت کرد و پس از پیروزی انقلاب به عضویت سپاه در آمد.
وی در سال ۱۳۵۹ وارد حوزه علمیه قم شد، با آغاز جنگ ایران و عراق در جبهه حضور پیدا کرد. جعفری در سال ۷۴ به تحصیل در رشته تخصصی کلام اسلامی پرداخت و در سال ۷۸ با اتمام سطح چهار حوزه به تدریس در دانشگاه علوم پزشکی شهرکرد مشغول شد.فرزند وی در سال ۱۴۰۱ بر اثر تصادف فوت نمود.
از فعالیت های دیگر وی میتوان به موارد زیر اشاره کرد:

رئیس شورای هماهنگی تبلیغات اسلامی(۳ سال)،
۱۸ سال عضو هیات نظارت بر انتخابات استان چهارمحال و بختیاری 
خطیب موقت نماز جمعه شهرکرد،
ریاست کمیته صیانت از آب استان چهارمحال و بختیاری (۱۴ سال)،
مسئول نهاد رهبری دانشگاه شهرکرد(۵ سال)،
عضو هیئت علمی و هیات امنای دانشگاه علوم پزشکی شهرکرد، 
۱۲ سال مدیر گروه معارف اسلامی دانشگاه علوم پزشکی شهرکرد،
نماینده مردم شهرستان بروجن در یازدهمین دوره مجلس شورای اسلامی،
رییس کمیته آب کمیسیون کشاورزی، آب، منابع طبیعی و محیط زیست مجلس شورای اسلامی 
ناظر مجلس در شورای عالی آب کشور،
رییس کمیته آب کمیسیون لایحه برنامه هفتم توسعه کشور،
رییس کمیته تحقیق و تفحص از انتقال های آب بین حوضه‌ای در کشور،
عضو کمیساران آب هیرمند

## تولید غذا برای هفتصد میلیون نفر
جعفری در ۱۲ آبان ۱۴۰۰ بیان داشت که ایران ظرفیت تولید غذا برای هفتصد میلیون نفر را دارد. این گفته جعفری با انتقاد گسترده مواجه شد و جعفری را متهم به توهین به شعور جامعه کردند. 